# Widok Toledo
Widok Toledo (hiszp. Vista de Toledo) – obraz El Greca przedstawiający panoramę miasta Toledo znajdujący się obecnie w Metropolitan Museum of Art w Nowym Jorku.
Pod koniec XVI wieku Toledo było religijnym i świeckim centrum chrześcijańskiej Hiszpanii. W 1570 roku rozpoczęła się wielka przebudowa miasta. Głównym celem była przebudowa głównego rynku Plaza de Zocodover oraz budowa nowego systemu wodociągów. W tym samym czasie w mieście żył i tworzył El Greco. W 1597 roku zaczął malować Widok Toledo, nawiązując w nim do tradycyjnego wizerunku miasta, jak i nowych przemian. Przedstawienie widoku miasta jako samodzielnego tematu malarskiego było nowatorskim zabiegiem w epoce El Greca.

## Opis obrazu
Data powstania wersji nowojorskiej jest obiektem dyskusji historyków sztuki. Rozbieżność lat sięga od 1595–1600 (H.E. Wethey) do 1614 (M. Muraro). Możliwe, że El Greco wzorował się na pracy Antona van den Wyngaerdego pt. Widok Toledo będącej częścią serii obrazów przedstawiających szczegółowe widoki miast hiszpańskich wykonanych na polecenie króla Filipa II. Widok Toledo El Greca jest również zgodny z opisem miasta, jaki umieścił pisarz Francisco de Piso w swoim Opisie Toledo.

Na obrazie nowojorskim El Greco umieścił jedynie wschodnią część Toledo; na pierwszym planie widoczny jest wśród zieleni młyn i sady Safony oraz zwężające się koryto rzeki, która w rzeczywistości płynęła bardziej na lewo. Na drugim planie widoczny jest most Alcantara i zamek San Servando (z lewej strony). Dalszy plan odsłania główne zabudowania miasta, m.in. katedrę wraz z dzwonnicą. Wzgórza, na których stało miasto zostały w szczególny sposób podkreślone; El Greco nie namalował murów obronnych. Nad miastem rozpościerają się gęste chmury burzowe tworząc wręcz apokaliptyczną wizję. Manierystyczny styl i zastosowanie zimnych tonów (niebieskiego, zielonego, białego, szarego) kładzionych szybkimi pociągnięciami pędzla oraz refleksy świetlne i różne eliptyczne linie tworzą nastrój grozy i niepokoju. Angielski historyk sztuki Kenneth Clark pisał: 

Malowidło wyjątkowe, łamiące wszystkie reguły malarstwa pejzażowego XVII wieku i kłócące się z całym duchem sztuki śródziemnomorskiej. Bliższe jest raczej duchowi XIX wiecznego Romantyzmu, ale Turner był mniej chorobliwy... (Kenneth Clark 1956)

 Obraz jest podpisany w prawym dolnym rogu pełnym imieniem i nazwiskiem autora: Dominikos Theotokopulos.
W 1614 roku El Greco stworzył drugą wersję pejzażu miasta Toledo pt. Widok Toledo z planem. Panoramę miasta Toledo, El Greco umieścił również na kilku innych obrazach, takich jak: Ukrzyżowanie, Laokoon i Święty Marcin z żebrakiem. W 1599 roku stworzył dekoracje dla kaplicy św. Józefa w Toledo, gdzie na centralnym obrazie ołtarzowym widnieje Św. Józef z dzieciątkiem Jezus, zaś w tle widać niemal taki sam pejzaż miasta, jak w starszej wersji obrazu z Museo del Greco.

## Proweniencja
Do XX wieku obraz znajdował się w kolekcjach hiszpańskich spadkobierców. W 1909 roku został kupiony przez hiszpańskiego agenta sztuki Ricarda de Madrazo i sprzedany za 70 tys. franków amerykańskiemu filantropowi Henry’emu Havemeyerowi (1847–1907) z Nowego Jorku. Po jego śmierci obraz wraz z innymi 141 obrazami został oddany do zbiorów Metropolitan Museum of Art.